# Wijken en buurten in Haren
De voormalige Nederlandse gemeente Haren is voor statistische doeleinden onderverdeeld in wijken en buurten. De gemeente is verdeeld in de volgende statistische wijken:
- Wijk 00 Centrum (CBS-wijkcode:001700)
- Wijk 01 Land (CBS-wijkcode:001701)

Een statistische wijk kan bestaan uit meerdere buurten. Onderstaande tabel geeft de buurtindeling met kentallen volgens het Centraal Bureau voor de Statistiek (2008):
| CBS-buurtcode | Buurtnaam                                            | Inwonertal | Opp. totaal (ha) | Opp. land (ha) | Ligging                |
| ------------- | ---------------------------------------------------- | ---------- | ---------------- | -------------- | ---------------------- |
| BU00170000    | Haren                                                | 9060       | 460              | 447            | Locatie in de gemeente |
| BU00170001    | Oosterhaar                                           | 5370       | 130              | 130            | Locatie in de gemeente |
| BU00170002    | Voorveld                                             | 180        | 174              | 156            | Locatie in de gemeente |
| BU00170003    | Harenermolen                                         | 330        | 221              | 201            | Locatie in de gemeente |
| BU00170004    | Glimmen                                              | 1180       | 204              | 200            | Locatie in de gemeente |
| BU00170005    | Hemmen                                               | 760        | 250              | 250            | Locatie in de gemeente |
| BU00170100    | Noordlaren                                           | 440        | 74               | 74             | Locatie in de gemeente |
| BU00170101    | Onnen                                                | 480        | 63               | 63             | Locatie in de gemeente |
| BU00170102    | Paterswolde (gedeeltelijk)                           | 100        | 49               | 24             | Locatie in de gemeente |
| BU00170103    | Essen                                                | 100        | 72               | 72             | Locatie in de gemeente |
| BU00170106    | Verspreide huizen ten westen van Noord-Willemskanaal | 110        | 625              | 359            | Locatie in de gemeente |
| BU00170107    | Verspreide huizen op de Hondsrug                     | 300        | 611              | 610            | Locatie in de gemeente |
| BU00170108    | Verspreide huizen Onnen Es                           | 280        | 324              | 324            | Locatie in de gemeente |
| BU00170109    | Verspreide huizen ten oosten van de Hondsrug         | 30         | 1811             | 1655           | Locatie in de gemeente |